# Barbera d'Asti superiore Nizza
Barbera d'Asti superiore Nizza è stata una sottozona del vino a DOCG Barbera d'Asti. Nel 2014 la sottozona è diventata la DOCG Nizza.
Il vino era prodotto nei Comuni di Agliano Terme, Belveglio, Bruno, Calamandrana, Castel Boglione, Castelnuovo Belbo, Castelnuovo Calcea, Castel Rocchero, Cortiglione, Incisa Scapaccino, Moasca, Mombaruzzo, Mombercelli, Nizza Monferrato, Rocchetta Palafea, San Marzano Oliveto, Vaglio Serra, Vinchio in Provincia di Asti.

## Vitigni con cui era consentito produrlo
- Barbera minimo 90%;
- Altri vitigni a bacca nera, non aromatici, idonei alla coltivazione nella Regione Piemonte: massimo 10%.

## Tecniche di produzione
I terreni da destinarsi alla coltivazione del Barbera devono presentare le seguenti caratteristiche:
- Granulometria: argillosi, limosi, sabbiosi e calcarei, nelle loro combinazioni;
- Giacitura: esclusivamente collinare altitudine: non superiore a 650 metri s.l.m. con esclusione dei terreni di fondovalle, umidi o non sufficientemente soleggiati;

Per i nuovi impianti e i reimpianti la densità non può essere inferiore a 4 000 ceppi/ha.
Le forme di allevamento consentite sono il Guyot tradizionale ed il cordone speronato.
È vietata ogni pratica di forzatura.
Richiede un invecchiamento di almeno 18 mesi a decorrere dal 1º gennaio successivo alla vendemmia di cui 6 in recipienti di legno.
Tutte le operazioni di appassimento delle uve, vinificazione, invecchiamento e imbottigliamento, debbono essere effettuate nella zona DOCG.

## Caratteristiche organolettiche
- colore: rosso rubino, intenso, tendente al granato con l'invecchiamento.
- odore: intenso caratteristico, etereo
- sapore: secco, corposo, armonico e rotondo.

## Informazioni sulla zona geografica
L'area di produzione comprende la Provincia di Asti. Si tratta di un sistema collinare poco elevato, compreso per lo più tra i 150 e i 400 metri di altitudine, caratterizzato da clima temperato o temperato-caldo (circa 1800 gradi giorno), poco ventoso e con una piovosità annuale media intorno ai 700 millimetri.
I vigneti occupano normalmente i versanti meglio esposti (quadranti da sud-est a 
ovest) con esclusione dei fondovalle. L'area di produzione si pone al 
centro del cosiddetto bacino terziario del Piemonte, il sistema collinare originato dal sollevamento del fondo marino in epoca terziaria; i suoli sono prevalentemente calcarei, di media profondità e poggianti su matrici rocciose calcareo-arenaceo-marnose.

## Storia
Una prima traccia della Barbera si riscontra in uno scritto del XVII secolo conservato nel municipio di Nizza Monferrato. Nel 1798, entra ufficialmente nell'elenco dei vitigni piemontesi quando viene redatta la prima Ampelografia dal conte Nuvolone della Società Agraria di Torino.
Nella "Ampelografia della Provincia di Alessandria" di Leardi e Demaria, del 1873 (ricordando che detta provincia allora comprendeva tutta la provincia di Asti), si legge a proposito del Barbera: "È vitigno conosciutissimo ed una delle basi principali dei vini dell' Astigiano e del basso Monferrato, dove è indigeno e da lunghissimo tempo coltivato".
Si diffonde rapidamente nell'Ottocento e nel Novecento e oggi è considerato il principale vitigno a bacca nera del Piemonte. Dai toni rustici, celebrato da poeti di valore, quali il Carducci e il Pascoli, ora il vino Barbera fin dai primi anni di vita viene affinato sapientemente nei piccoli legni di rovere, ammorbidendo il gusto.
Precedentemente all'attuale disciplinare questo vino era stata riconosciuto DOC con DPR 09.01.1970 (G.U. 73 - 23.03.1970), il riconoscimento DOCG è avvenuto con DM 08.07.2008 (G.U. 169 - 21.07.2008), una prima modifica con DM 17.09.2010 (G.U. 236 - 08.10.2010) ed ulteriore modifica con DM 30.11.2011 (Pubblicato sul sito ufficiale del Mipaaf Sezione Qualità e Sicurezza - Vini DOP e IGP)

## Abbinamenti consigliati
Spezzatino di vitello con orzo